# Thomas Ephestion
Thomas Ephestion (Sucy-en-Brie, 9 juni 1995) is een Frans voetballer van Martinikaanse afkomst.

## Carrière
Ephestion ruilde het B-elftal van Olympique de Marseille in januari 2016 voor AS Béziers, dat toen uitkwam in de Championnat National. Een jaar later pikte RC Lens, toen in de Ligue 2, hem daar op. In de zomer van 2018 stapte hij over naar reeksgenoot US Orléans, waarmee hij in het seizoen 2019/20 laatste eindigde in de Ligue 2.
In juni 2020 ondertekende hij een contract voor twee seizoenen bij de Belgische tweedeklasser KVC Westerlo. Dat werd geen groot succes, en in januari 2021 werd de Fransman zelfs naar de C-kern verwezen. Na een half seizoen leende de club hem uit aan reeksgenoot RWDM. Daar maakte trainer Vincent Euvrard een aanvaller van hem. In zijn vierde officiële wedstrijd scoorde hij zijn eerste goal voor RWDM: tegen KMSK Deinze viel hij in de 67e minuut in voor Leonardo Miramar Rocha om vervolgens een minuut later de 1-1-eindstand te scoren.
Ephestion bereidde het seizoen 2021/22 grotendeels met Westerlo voor, maar minder dan een week voor het begin van de competitiestart in Eerste klasse B maakte RWDM bekend dat het de Fransman nog een extra jaar zou huren van Westerlo.

## Interlandcarrière
Ephestion maakte op 23 maart 2019 zijn debuut voor Martinique in de CONCACAF Nations League-kwalificatiewedstrijd tegen Guadeloupe (0-1-winst).